# Philip Baker Hall
Philip Baker Hall (ur. 10 września 1931 w Toledo, zm. 12 czerwca 2022 w Glendale) – amerykański aktor charakterystyczny. Znany ze współpracy z Robertem Altmanem i Paulem Thomasem Andersonem.

## Życiorys
Urodził się w Toledo w stanie Ohio jako syn Alice Birdene (z domu McDonald) i Williama Alexandra Halla, pracownika fabryki z Montgomery w stanie Alabama. Jego rodzina miała korzenie angielskie, niemieckie i irlandzkie. Uczęszczał na Uniwersytet w Toledo.
Występował w produkcjach na Off-Broadwayu, w tym The Fantasticks (1960), Donogoo (1961), In White America (1965) i Gorky (1975). Po raz pierwszy trafił na ekran w dramacie Michelangelo Antonioniego Zabriskie Point (1970).
Przełomową rolą była postać obłąkanego Richarda Nixona w monodramie Tajny honor (1984) na Uniwersytecie Michigan, gdzie reżyser Robert Altman był profesorem wizytującym, za którą był nominowany do nagrody Drama Desk.
Dostał role drugoplanowe w filmach takich jak komedia kryminalna Martina Bresta Zdążyć przed północą (1988) i zagrał szybko mówiącego porucznika Joe Bookmana w odcinku trzeciego sezonu sitcomu NBC Kroniki Seinfelda (1991, 1998). Ale to jego współpraca z reżyserem Paulem Thomasem Andersonem sprawiła, że Hall stał się popularnym i powszechnie rozpoznawalnym aktorem. Począwszy od krótkometrażowego filmu Andersona Coffee & Cigarettes (1992), który później został przekształcony w pełnometrażowy dramat kryminalny Sydney (1996), gdzie zagrał tytułową rolę, za którą zdobył nominację do Independent Spirit Awards. Hall wystąpił w kilku innych filmach reżysera, m.in. w Boogie Nights (1997) a przede wszystkim Magnolia (1999). Od tego czasu Hall był rozchwytywany jako aktor charakterystyczny, trafiając do wielkich filmów, takich jak Informator (1999), Suma wszystkich lęków (2002), Bruce Wszechmogący (2003) i Zodiak  (2007). Za rolę Russa McDonalda w sitcomie Fox Loop (2006–2007) otrzymał nominację do Nagrody Satelity.
Hall miał dwie córki, Patricię i Darcy, ze swoją pierwszą żoną, Mary-Ellą Holst. Ożenił się z Holly Wolfle i miał dwie córki, Adellę i Annę.
Zmarł 12 czerwca 2022 w swoim domu w Glendale w Kalifornii na rozedmę płuc w wieku 90 lat.

## Filmografia

### Filmy
- 1970: Zabriskie Point jako właściciel restauracji (niewymieniony w czołówce)
- 1976: Mayday w stratosferze (TV) jako dziennikarz
- 1978: Śpiączka jako lekarz
- 1988: Zdążyć przed północą jako Sidney
- 1989: Pogromcy duchów II jako komisarz policji
- 1989: Niewinny człowiek jako sędzia Kenneth Lavet
- 1994: M.A.N.T.I.S. (TV) jako 'Smitty'
- 1995: Pocałunek śmierci jako Big Junior Brown
- 1996: Sydney jako Sidney
- 1996: Twierdza jako szef sprawiedliwości
- 1997: Boogie Nights jako Floyd Gondolli
- 1997: Air Force One jako prokurator generalny USA Andrew Ward
- 1998: Kwaśne winogrona jako pan Bell
- 1998: Truman Show jako kierownik sieci
- 1998: Godziny szczytu jako kapitan Diel
- 1998: Wróg publiczny jako Mark Silverberg, adwokat
- 1998: Psychol jako szeryf  Chambers
- 1999: Informator jako Don Hewitt
- 1999: Cradle Will Rock jako Gray Mathers
- 1999: Utalentowany pan Ripley jako Alvin MacCarron
- 2000: Regulamin zabijania jako generał H. Lawrence Hodges
- 2000: Ukryta prawda jako Oscar Billings
- 2000: Stracone dusze jako ks. James
- 2001: Godziny szczytu 2 jako kapitan Diel
- 2002: Suma wszystkich lęków jako sekretarz obrony David Becker
- 2003: Bruce Wszechmogący jako Jack Baylor
- 2003: Die, Mommie, Die! jako Sol Sussman
- 2003: Dogville jako Tom Edison Sr.
- 2004: W doborowym towarzystwie jako Eugene Kalb
- 2005: Kumple na zabój jako pan Randy
- 2006: Na psa urok jako Lance Strictland
- 2006: Tak się robi telewizję jako	Vernon Maxwell
- 2007: Zodiak
- 2007: Mokra robota jako Roman Krzeminski
- 2007: Godziny szczytu 3 jako kapitan William Diel
- 2009: Ale czad! jako trener Byrnes
- 2010: Wszystko, co dobre jako Malvern Bump
- 2011: Pan Popper i jego pingwiny jako Franklin
- 2011: 50/50 jako Alan Lombardo
- 2012: Prawie bezprawie jako Herb Gold
- 2012: Operacja Argo jako szef CIA Stansfield Turner

### Seriale
- 1977: M*A*S*H jako sierżant Hacker
- 1980: The Waltons jako major Gordon
- 1982: Cagney i Lacey jako porucznik Sweeny
- 1985: Hardcastle i McCormick jako Jack Marsh
- 1987: Policjanci z Miami jako sędzia DeLaporte
- 1990: Matlock jako sędzia
- 1991: Napisała: Morderstwo jako Len Costner
- 1991: Prawnicy z Miasta Aniołów jako Tom Baker
- 1991: Sprawiedliwi jako sędzia S.E. Cleveland
- 1991; 1998: Kroniki Seinfelda jako porucznik Joe Bookman
- 1993: Zdrówko jako radny miejski Kevin Fogerty
- 1994: Szpital Dobrej Nadziei jako Kent
- 1997: Trzecia planeta od Słońca jako prezydent Dewey
- 1997: Kancelaria adwokacka jako sędzia Joseph Vinocour
- 1997–1998: Millennium jako starszy w grupie
- 1997–1998: Prawnik z Manhattanu jako William Vaughn
- 1998: Lekarze z Los Angeles jako Vincent Cattano
- 2001: Pasadena jako George Reese Greeley
- 2002: Bez śladu jako Noah Ridder
- 2003: Everwood jako dr Donald Douglas
- 2004: Detektyw Monk jako Salvatore Lucarelli
- 2004: Orły z Bostonu jako Ernie Dell
- 2004: Prezydencki poker jako senator Matt Hunt
- 2004; 2009: Pohamuj entuzjazm jako dr Morrison
- 2005: Pani Harris jako Arthur Schulte
- 2007: Trzy na jednego jako Ned Johanssen
- 2008: Świry jako Irving Parker
- 2008: Najgorszy tydzień jako wielebny Lowell
- 2009: True Jackson jako pan Jenkins
- 2010: The Life & Times of Tim jako Norman Walker (głos)
- 2011–2012: Współczesna rodzina jako Walt Kleezak
- 2012: Newsroom jako Bryce DeLancy
- 2012: Co było, a nie jest jako Harry
- 2014: Rake jako Mitch Markham
- 2015: Madam Secretary jako Ezra Helsinger
- 2015: BoJack Horseman jako Hank Hipopopalous (głos)
- 2016: Drugie życie jako Stary Jimmy Pritchard
- 2017: Pokój 104 jako Charlie